# Lore Krüger
Lore Krüger, née Heinemann (* 11 mars 1914 à Magdebourg; † 3 mars 2009 à Berlin) est une photographe, une traductrice et une opposante au nazisme.

## Biographie
Lore Heinemann est née dans une famille juive non pratiquante de Magdebourg. Elle est la fille d'un ingénieur. Après l'accession au pouvoir des nazis, elle est démise de son poste dans une banque parce que juive, et émigre en Grande-Bretagne en avril 1933 ; un an plus tard, elle rejoint ses parents sur l'île de Majorque. Elle se forme comme photographe à Barcelone auprès d'Adolfo Zerkowitz, puis à Paris chez Florence Henri . Elle découvre la nouvelle esthétique photographique issue du Bauhaus, et découvre l'art moderne. Elle fréquente assidûment le musée du Louvre.
À Paris, elle étudie aussi à l'Université libre allemande (Freie Deutsche Hochschule) fondée par László Radványi (en), le mari de l'écrivain Anna Seghers, et rédige un mémoire sur l'idéologie nazie. Fin 1936, elle s'installe au 10 rue Dombasle dans le 15e arrondissement de Paris, où résident Walter Benjamin, Arthur Koestler, son amie la sculptrice anglaise Daphne Hardy, le psychanalyste Fritz Fränkel, le pédiatre Rudolf Neumann, tous deux engagés de la guerre d'Espagne, ainsi que Hans Eckstein, le frère de Lisa Fittko, qui fit traverser les Pyrénées à Benjamin. Elle s'engage politiquement en faveur de l'Espagne républicaine . En 1938, elle rencontre Ernst Krüger, responsable syndical de l'Union des métallurgistes allemands et communistes, qu'elle épouse en 1942 à New York.
En mai 1940, Lore Krüger est arrêtée et enfermée au vélodrome d'hiver en tant qu'Allemande indésirable, puis internée dans le camp de Gurs, dans les Pyrénées, durant quelques mois. Après sa libération, elle obtient un visa d'entrée pour le Mexique auprès du consul du Mexique à Marseille. Le pays accueille alors de nombreux réfugiés de la guerre civile espagnole. Après une longue errance entre Toulouse et Marseille, elle embarque, avec sa sœur Gisela et son compagnon Ernst Krüger (de), le 6 mai 1941 sur le cargo Winnipeg à destination du Mexique. Le navire est arraisonné par un aviso hollandais et dérouté vers la Trinité, où sont internés tous les réfugiés ; quelque temps après, elle peut se rendre à New York aux États-Unis.
À New York, elle participe activement à la revue des anti-nazis allemands The German American , fondée par Gerhart Eisler et Kurt Rosenfeld. Elle est aussi membre du Comité Allemagne libre pour l’Ouest aux États-Unis
En décembre 1946, Lore Krüger retourne en Allemagne. Après la naissance de son deuxième enfant, elle arrête la photographie pour des raisons de santé. Elle travaille comme traductrice littéraire, entre autres, pour les éditions Aufbau-Verlag. Elle traduit en allemand les Lettres de la maison de la mort d'Ethel et Julius Rosenberg et des œuvres de Doris Lessing, Mark Twain, Robert Louis Stevenson, Daniel Defoe, Nathaniel Hawthorne, Joseph Conrad et Henry James.
Membre de l'Union des persécutés du régime nazi (VVN-BDA), Lore Krüger fut active au sein de l'Association des combattants et des amis de la République espagnole et membre de la présidence honoraire de la Fédération Internationale des Résistants ; elle a témoigné dans de nombreuses écoles sur l'époque du national-socialisme.
Son autobiographie Mein Leben in meiner Zeit paraît à titre posthume dans une version abrégée sous le titre Quer durch die Welt. Das Lebensbild einer verfolgten Jüdin. ("De par le monde : le parcours d’une juive persécutée")

## Œuvre photographique
Seules 150 photographies noir et blanc restent du travail de Lore Krüger, et aucun négatif, aucun dessin ni croquis. Si l'influence de Florence Henri est quelquefois sensible dans ses natures mortes, Lore Krüger montre une réelle originalité dans ses photogrammes, mais aussi ses reportages, comme sur le pèlerinage gitan aux Saintes-Maries-de-la-Mer. Elle pratiqua largement et avec talent le portrait, tels ceux d'Alberto Giacometti, de Charles Sirato à Paris, et à New York ceux d'écrivains et de militants anti-nazis allemands.

## Autobiographie
- Quer durch die Welt. Das Lebensbild einer verfolgten Jüdin. Schkeuditzer Buchverlag, Schkeuditz 2012,  (ISBN 978-3-935530-96-5).

## Expositions
- Lore Krüger. Ein Koffer voller Bilder – Fotografien von 1934 bis 1944, C/O Berlin Foundation, 23 janvier - 10 avril 2015[9],[10]
- Lore Krüger. Ein Koffer voller Bilder – Fotografien von 1934 bis 1944, Magdebourg, 10 juin - 23 août 2015
- Lore Krüger : une photographe en exil, 1934-1944, Paris : Musée d'art et d'histoire du Judaïsme, 30 mars - 17 juillet 2016[11]